# Omø Kommune
Omø Kommune var en kommune i Vester Flakkebjerg Herred i Sorø Amt.

## Administrativ historik
Kommunen blev dannet efter en deling af Omø-Agersø Kommune i 1859, og eksistrende frem til kommunalreformen i 1966, hvor denne blev underlagt Skælskør Kommune.

## Geografi
Kommunen bestod kun af øen Omø på 4,21 km² (1888).

## Reference
1. ↑  Kongeriget Danmark / 3. Udgave 2. Bind : Frederiksborg, Kjøbenhavns, Holbæk, Sorø og Præstø Amter / 727, J.P. Trap (1898-1906).